# Velika ženska loža Italije
Velika ženska masonska loža Italije (tali. Gran Loggia Massonica Femminile d'Italia), skraćeno GLMFI, je ženska slobodnozidarska velika loža u Italiji. Osnovana je 1979. godine kao Velika tradicionalna ženska loža Italije, 1990. mijenja naziv koji nosi i danas.

## Povijest
Ključnu ulogu u stvaranju ove velike lože imala je Liliane Hasenfratz, koja je 1974. godine osnovala mješovitu Ložu "Živa" u Rimu. Loža je radila na francuskom jeziku i 1975. godine dobila povelju od Velike lože Italije. Godine 1979. Loža "Živa" se pridružila nekim ženskim ložama u Toskani i zajedno su osnovale Veliku tradicionalnu žensku ložu Italije (Gran Loggia Tradizionale Femminile d'Italia). Rad i trud ove male skupine dobio je potporu Velike ženske lože Francuske koja je podržala talijanski ženski masonski projekt i 1979. dodijelila povelju GLTFI-u.
Godine 1982. Velika tradicionalna ženska loža Italije, Velika ženska loža Francuske i Velika ženska loža Belgije osnovale su CLIMAF s ciljem stvaranja zajedničkog prostora za promicanje demokratskih i univerzalnih masonskih vrijednosti.
Početkom 1980-ih percepcija slobodnog zidarstva u Italiji pogoršala se zbog poznatih skandala povezanih s muškim velikim ložama. Ženska masonerija također je osjetila posljedice, a talijanska velika ženska loža se suočila s izazovima u nastavku rada.
Godine 1990., nakon prevladavanja teškog povijesnog razdoblja, preostale članice koje su ostale vjerne projektu odlučile su, iz administrativnih razloga, promijeniti naziv obedijencije u Velika ženska masonska loža Italije te su sjedište smjestile u Firencu. Europske velike lože, uključujući Veliku žensku ložu Francuske, priznale su ovu promjenu. Godine 1995. godine velika loža je postala članica CLIPSAS-a.
Godine 2001. potpisan je protokol suradnje među nekim nadležnostima mediteranskog područja, što je dovelo do osnivanja Unije masona Mediterana, čiji je talijanska velika ženska loža osnivač.

## Ustroj
Sjedište Velike ženske masonske lože Italije je u Firenci.

### Lože
U siječnju 2025. pod okriljem ove velike lože djeluje 20 loža, od toga tri su u Firenci, po dvije u Rimu, Milanu, Cagliariju te po jedna u Napoliju, Anconi, Arezzu, Ragusi, Bologni, Livornu, Torinu, Cataniji i Ferrari. Jedna loža dijeli orijent između Trsta i Udina, dok se jedna nalazi u slovenskom gradu Ljubljana.
- Loža "Nar" (Loggia La Melagrana) br. 3, Firenca – nosi naziv po grmu nara.
- Loža "Živa 80" (Loggia Mercure 80) br. 4, Rim – nosi naziv po živi, kemijskom elementu atomskog broja 80.
- Loža "Kapija Sunca" (Loggia Porta Del Sole) br. 12, Firenca
- Loža "Sloga" (Loggia La Concordia) br. 18, Firenca
- Loža "Heureka" (Loggia Eureka) br. 20, Milano – nosi naziv po izrazu heureka.
- Loža "Hesperia" (Loggia Esperia) br. 22, Arezzo – nosi naziv po Hesperiji, nimfi u grčkoj mitologiji.
- Loža "Beatrix" (Loggia Beatrix) br. 24, Udine i Trst
- Loža "Ma'at" (Loggia Maat) br. 25, Torino – nosi naziv po Ma'at, božici istine i pravde u egipatskoj mitologiji.
- Loža "Hipatija" (Loggia Hypatia) br. 27, Livorno – nosi naziv po atičkoj grčkoj filozofkinji i matematičarki Hipatiji.
- Loža "Astarta" (Loggia Astarte) br. 29, Cagliari – nosi naziv po Astarti, glavnom zapadnosemitskom ženskom božanstvu.
- Loža "Ariuan" (Loggia Ariuan) br. 30, Rim – nosi naziv po Ariuanu, pauku iz dijela Misterij katedrala francuskog alkemirača i ezoteričara s pseudonimom Fulcanelli.
- Loža "Aurora" (Loggia Aurora) br. 32, Milano – nosi naziv po drugom nazivu za polarnu svjetlost.
- Loža "Aldebaran" (Loggia Aldebaran) br. 33, Ferrara – nosi naziv po Aldebaranu, najsjajnijoj zvijezdi u zviježđu Bik.
- Loža "Europa" (Loggia Europa) br. 34, Bologna – nosi naziv po Europi, feničkoj princezi u grčkoj mitologiji.
- Loža "Izida" (Loggia Iside) br. 35, Ancona – nosi naziv po Izidi, božici ljubavi i magije u egipatskoj mitologiji.
- Loža "Fides" (Loggia Fides) br. 40, Cagliari – nosi naziv po Fides, božici zadane riječi i prisege u rimskoj mitologiji.
- Loža "Feniks" (Loggia La Fenice) br. 41, Napoli – nosi naziv po mitološkom biću feniks.
- Loža "Velika mati" (Loggia Velika Mati) br. 42, Ljubljana
- Loža "Tifije" (Loggia Trifide) br. 43, Ragusa – nosi naziv po Tifiju, kormilaru Argonauta u grčkoj mitologiji.
- Loža "Atena" (Loggia Athena) br. 44, Catania – nosi naziv po Ateni, božici mudrosti u grčkoj mitologiji.

### Uprava
Velikom ženskom masonskom ložom Italije upravlja velika majstorica (Gran Maestra) koja se bira na trogodišnje razdoblje.
- Gabriella Bagnolesi (oko 2001.)
- Pia Ferrari (oko 2013.)[4]
- Monica Dotti (oko 2017./2018.)

### Međunarodna suradnja
Velika ženska masonska loža Italije je članica nekoliko međunarodnih saveza:
- CLIMAF (1982.; suosnivač)
- CLIPSAS (1995.)
- Unija masona Mediterana (2001.; suosnivač)
- Alijansa masona Europe

### Obredi
Primarni obred Velike ženske masonske lože Italije je Drevni i prihvaćeni škotski obred. Velika loža upravlja simboličkim stupnjevima plave lože (učenik, pomoćnik i majstor) i delegira upravljanje visokim stupnjevima na dodatna tijela i redove.

## Vanjske poveznice
- Službena stranica